# نخر جاف

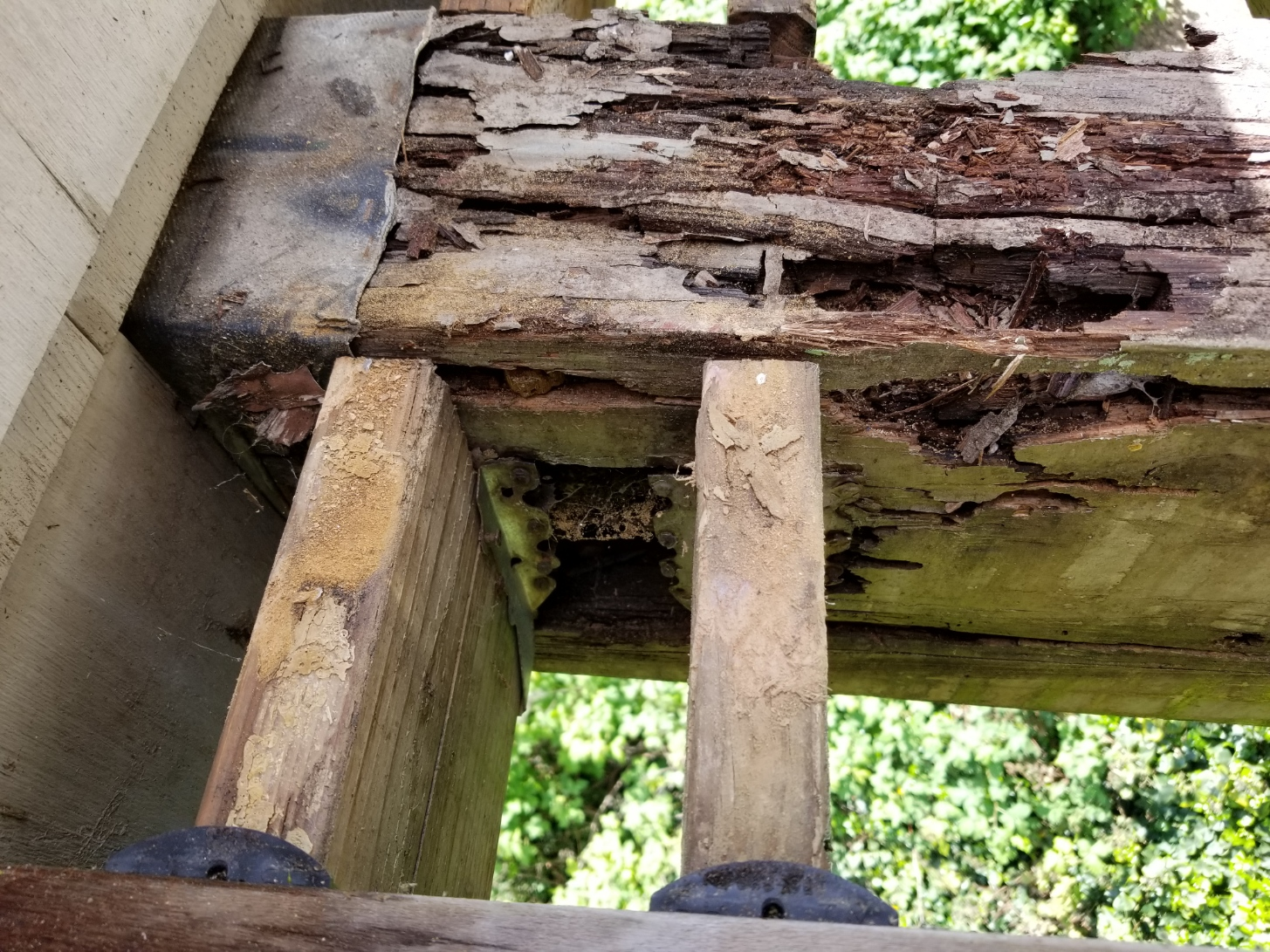
نخر خشب جاف

النَّخَر الجاف هو تعفن الخشب الذي يسببه نوع من عدة أنواع من الفطريات التي تهضم أجزاء من الخشب ما يفقده القوة والصلابة.

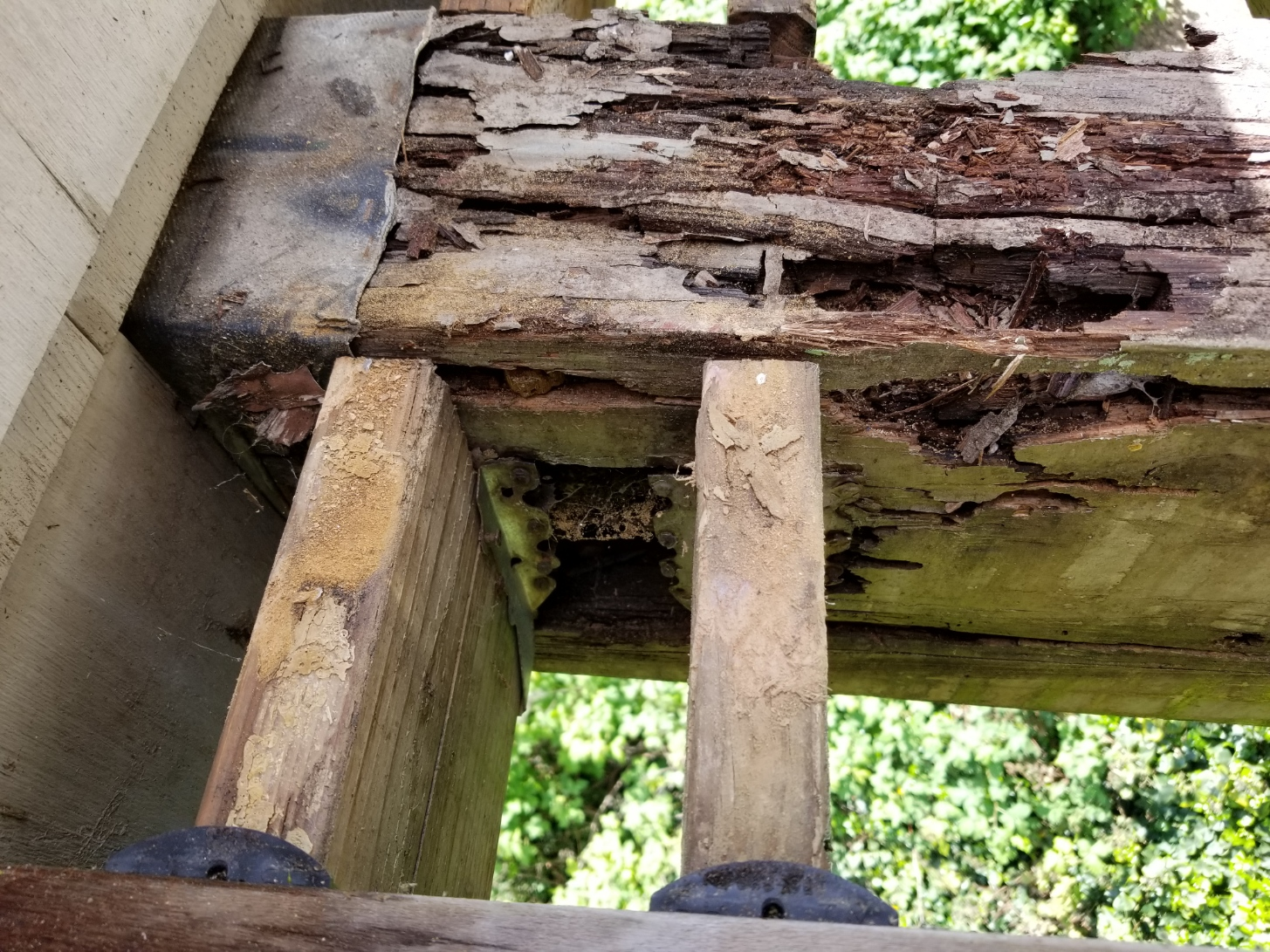
نخر خشب جاف
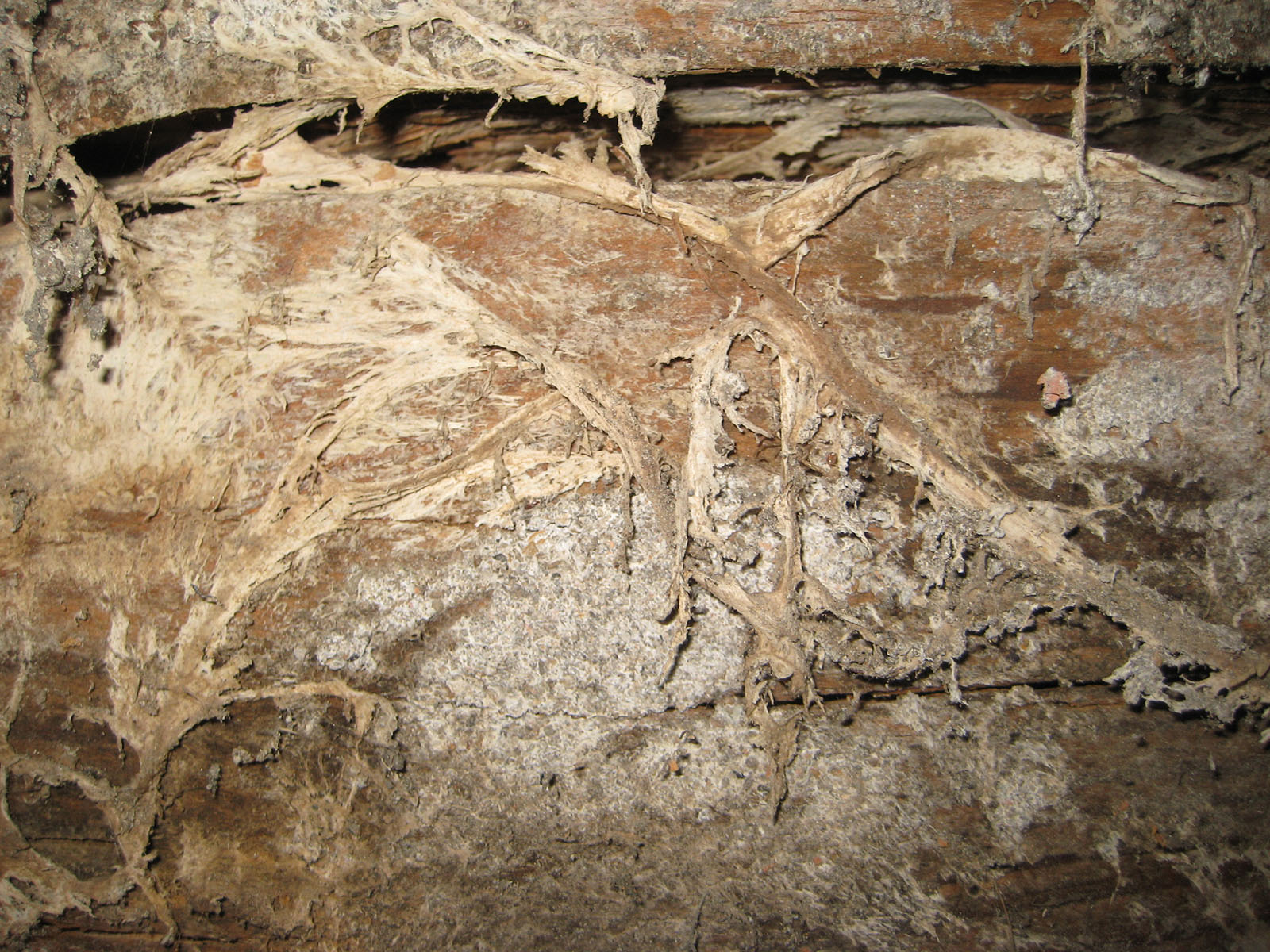
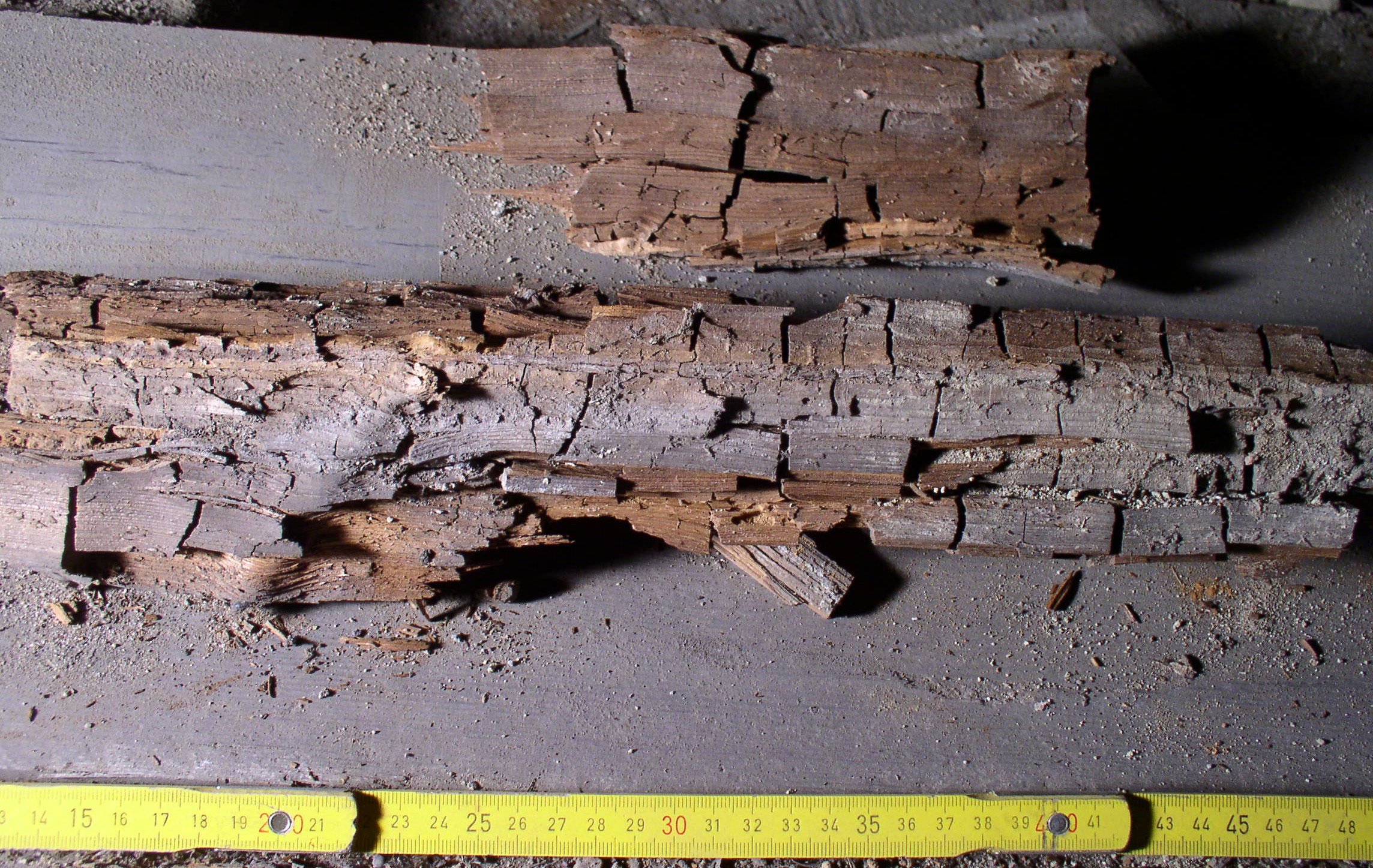
نخر الخشب الناجم عن فطر العفن البني (النخر الجاف الحقيقي)
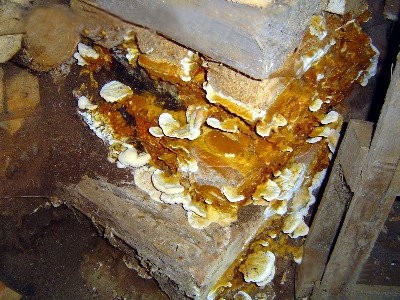
جدار تالف بسبب نمو فطري